# 满铁辽阳图书馆
满铁辽阳图书馆（日语：満鉄遼陽図書館）是位于辽阳满铁附属地（今中华人民共和国辽宁省辽阳市白塔区）的一家图书馆。图书馆旧址是辽阳市文物保护单位，现作为“九一八事变策划地纪念馆”向公众开放。

## 历史
1910年11月，满铁在辽阳附属地寻常高等小学校内创立辽阳图书阅览场，这也是辽阳的首家图书馆，当时有藏书338册。随着规模的扩大，阅览场改称为图书馆并于1915年迁至辽阳白塔大街一栋100平方米的房屋内。1928年10月，图书馆耗资1.35万日元于白塔大街修建新馆舍，新馆于10月29日正式开放。到1929年，图书馆有藏书7931册，还在寻常高等小学校设立儿童阅览室，并开设儿童书库。
辽阳图书馆馆藏的书籍多以历史和军事有关联的图书。其中历史文献多以考古资料和旧迹名所的图书和照片等为主。至1937年9月，图书馆有职员4人，藏书13,086册，每月平均有2210人次访问。1937年12月，日本在满洲国的治外法权取消，满铁附属地图书馆也被移交给辽阳市公署管理，改为辽阳市公立图书馆。

## 建筑
满铁辽阳图书馆建筑面积260平方米，为欧式建筑风格。门窗为拱形，屋脊采用水泥构建，室内地面铺设木制地板。该建筑建于1928年，曾作为满铁辽阳图书馆和满洲国时期的辽阳市立图书馆馆舍使用，中华人民共和国成立后，图书馆旧址曾被作为城市绿化部门办公室使用。2017年7月17日，满铁图书馆旧址被列入市级文物保护单位。

## 作为九一八事变策划地纪念馆
1931年9月17日夜，关东军司令本庄繁与主任参谋石原莞尔和高级参谋坂垣征四郎等人在辽阳满铁附属地召开九一八事变的密谋会议。2016年，辽阳市人民政府开始筹划九一八密谋地警示馆的建设，由于九一八事变前的密谋会议召开于当时的辽阳辽塔旅馆，旅馆建筑现已经不存在，市政府为此将当时旅馆的临近建筑即满铁图书馆改建为九一八密谋地警示馆（后改名为九一八事变策划地纪念馆），并向公众开放。